# ブルック (ONE PIECE)
ブルック（Brook）は、尾田栄一郎の漫画『ONE PIECE』に登場する架空の人物。

## 人物
海賊「麦わらの一味」音楽家。異名は「鼻唄のブルック」「ソウルキング」。「西の海（ウエストブルー）」出身。ステッキに仕込んだ両刃の剣で戦う長身の男で、かつては西の海のとある王国で護衛戦団団長・奇襲部隊に所属していたこともある。
ルフィの8人目の仲間。超人系悪魔の実「ヨミヨミの実」の能力者で、死亡しても一度だけ蘇生できる「復活人間」。白骨化した体で蘇ったアフロヘアーのガイコツ剣士。リヴァース・マウンテンで別れたクジラのラブーンとの再会を誓う。一人称は「私」。
一度死んだのは38歳の時で、以後52年が経過しており、実年齢は90歳（一味の中で最年長）。笑い方は「ヨホホホホ」。初登場時はシルクハットに上下黒のスーツという紳士的な出で立ちだったが、2年後の新世界編では、ロックスターとして派手な姿で登場。王冠を被りハート型のサングラスをかけ、花柄の派手なズボンを身に着けている。生前はアフロに加えて丸サングラスをかけており、額には白骨後もヒビとして残っている傷（生前は縫い傷）がある。
非常にポジティブでユーモア溢れるひょうきん者。数々の「スカルジョーク」（後述）を飛ばす。麦わらの一味では最年長であるが、仲間を「さん」付けで呼び、誰に対しても敬語で接する。しかし、所かまわずゲップやオナラをするなど行儀は悪い。女性には目がなく、開口一番「パンツ見せてもらってもよろしいですか？」と節操なくお願いする。ただしサンジと違って女性の敵でも容赦なく攻撃する。船長であるルフィに対しては絶大な忠誠心を持っている。一味では唯一、ルフィの義兄であるエース・サボの両名と顔を合わせた事がない。
つかみどころのない性格だが、約束を果たせずして無念の死を遂げた過去から、人の命を粗末にする者に対し怒りを露わにするなど「気骨」を見せる場面も多い。本人の「年季入ってますから」という言葉の通り長い海賊人生を送ってきたため、海流の仕組みやフライング・ダッチマンの伝説、ヴィンスモーク家の実態など幅広い知識を持つ。ただし何十年もの間「魔の三角地帯」から出られなかったため、近年の情報については疎い（海賊王であるロジャーについては昔のルーキー時代を少々知る程度）。自身がガイコツであるにもかかわらず、お化けが苦手。
音楽家としては楽器全般を演奏することができる。生前や登場当初はバイオリンを弾いていることが多かったが、新世界編ではサメを象った形状のエレキギターを愛用している。作中では他にピアノ、アニメではパイプオルガンも演奏している。
ラブーンと再会した際に誰だか分かるように、白骨化する前の面影を残すアフロを大切にしている（一度死亡していて肉体の成長が止まっているため、2度と髪の毛が伸びない）。また、額に入ったヒビから頭骨が開くようになっており、その中に死にゆく仲間達との最期の歌声を記憶した音貝（トーンダイアル）を大事にしまっている。内臓や器官はないが、食事を摂ることはできて排泄物も出るらしく、涙や鼻血も流すが戦闘による流血はしない。
スカルジョーク
自身が白骨死体であることをネタにした、ブルック流のジョーク。以下の様なパターンがある。
- 自身に残された「骨」を使った慣用句を言い「 - ガイコツなだけに!」「 - ホネだけに!」などで締める。
- 逆に白骨化で失われた体の部位を使った慣用句を言い「ガイコツだから○○はないんですけどー!」「って私○○ありませんでした!」などで締める。
- 「死ぬ」「殺される」と言ったあと「私もう死んでますけど!」と締める。

骨にちなんだスカルジョークの設定は、作者が和月伸宏のアシスタントをしていた時期にアシスタント仲間の武井宏之との談話から生まれた。

## 関係者
ヨーキ
ルンバー海賊団船長。
乗船条件は「音楽が好きであること」とするほどの大の音楽好きで、よくブルックに「ビンクスの酒」をリクエストしていた。「偉大なる航路」突入後、疫病にかかりブルックに海賊団を託し、無念の思いで「偉大なる航路」からの脱出を図った。
ラブーン
ルンバー海賊団と同行していた「アイランドクジラ」という種類のクジラ。
小舟ほどの大きさだった子供の頃に群れからはぐれていたところをルンバー海賊団と出会い、行動を共にするようになる。音楽好きで中でもブルックに一番懐いていた。「偉大なる航路」に入る際、航海の危険から双子岬のクロッカスの元に預けられ、「偉大なる航路」一周後の再会を約束した。50年以上経った現在もブルック達の帰還を待っている。

## 来歴

### 過去
「西の海」のとある王国で護衛戦団の団長を務めた後に、ルンバー海賊団に入団。52年前（当時38歳）、航海の途中、群れからはぐれた幼いクジラのラブーンに懐かれる。「偉大なる航路」に入った際、双子岬の灯台守クロッカスにラブーンを預け、世界を一周しての再会を約束し旅立った。
船長ヨーキが疫病にかかり離脱した後、船長代理として残されたメンバーを取りまとめ、旅を続ける。「魔の三角地帯（フロリアン・トライアングル）」で海賊と交戦した際、毒により致命傷を受ける。同じく致命傷を負った仲間達と共に、ラブーンに届けるための「ビンクスの酒」を歌いながら息絶えた。
死後に、「ヨミヨミの実」の能力で魂となって黄泉の国から舞い戻る。しかし、霧が濃く自分の肉体を見つけるのに1年かかってしまい、その時には既にアフロのみを残して白骨化していたため、ガイコツとして蘇る羽目になった。以後50年間、たった一人で「魔の三角地帯」を彷徨っていた。
7年前にスリラーバークに迷い込み、ゲッコー・モリアに影を奪われる。影を取り戻そうと奔走するが、自身の影を入れられたサムライ・リューマに惨敗し敗走。以後、再びスリラーバークに上陸し影を取り戻すため、修業を重ねていた。

### サバイバルの海 超新星編
スリラーバーク編
「魔の三角地帯」に入った麦わらの一味と出会う。即座にルフィと意気投合し仲間に勧誘され、あっさり承諾するが、考え直した上で最終的に断り、一足早くスリラーバークに上陸する。タラランに捕らわれたフランキーとロビンに加勢し、タラランを撃破。2人にゾンビの仕組みと弱点を伝え、自分の境遇を語った。再びリューマに戦いを挑み完敗を喫するが、ゾロがリューマを破ったことにより影を取り戻す。その後、ルフィたちと共闘しルフィの影を入れられたスペシャルゾンビ・オーズやモリアと交戦した。モリア撃破後、ルフィたちからラブーンが今も双子岬で自分たちを待っていることを知り、ラブーンと正面から再会を果たすために、正式に麦わらの一味に加入する。
頂上戦争編
シャボンディ諸島ではルフィたちと行動を共にし、シャッキーの店や遊園地を訪れる。ケイミー奪還後、パシフィスタを一味総出で撃破するが、その直後に現れた大将黄猿らの猛攻に追い詰められ、バーソロミュー・くまによって、「偉大なる航路」のナマクラ島・貧困の国「ハラヘッターニャ」に飛ばされる。偶然にも悪魔召喚の魔法陣の上に着地した結果、「悪魔王サタン」と勘違いされ、ハラヘッターニャと争っている手長族サンクリンたちと戦わされる羽目になる。勇気の湧く曲を作って手長族を撃退し、国を救うものの、油断して手長族に拉致されてしまう。
その後、新聞に載っていた「16点鐘」事件からルフィのメッセージを読み取る。手長族の見世物にされる中で楽器を手に取り歌を歌い、音楽性の幅を広げていく。

### 最後の海 新世界編
魚人島編
2年の間に音楽家「ソウルキング」として世界的なスターとなり、世界ツアーの最終地であるシャボンディ諸島に到着。この最終公演でミュージシャンを引退し、一味に復帰するつもりでいたが、公演直前にこの告白を受け激怒した手長族のマネージャーにより海軍に通報される。ステージを海兵に包囲されながらも会場でルフィの生存を公表し、最後の一曲を歌い切った後、会場から逃亡して一味に合流した。
魚人島では、竜宮城で新魚人海賊団に捕えられてしまうが、霊魂状態で脱出する。ギョンコルド広場では、新魚人海賊団幹部ゼオと交戦。命を粗末に扱うゼオに怒りを露にし、2年の修業で会得した黄泉の冷気で撃破した。
パンクハザード編
パンクハザードではサニー号に待機し、サンジたちが眠らされて誘拐される中、一人取り残され（白骨死体だと判断されたため）、単身で上陸。研究所の近くで錦えもんの胴体と交戦し、先に上陸していたルフィたちと合流。錦えもんの胴体探しに同行する途中イエティCOOLブラザーズの奇襲に遭い、崖下に落ちてしまうが事なきを得る。錦えもんの体が元に戻ると、スマイリーやシノクニから逃げながら研究所に突入し、錦えもんと共闘して小型竜を倒す。
ドレスローザ編
ドレスローザでは、「サニー号安全確保チーム」として船番をする。ジョーラに襲撃され、ナミ達が芸術作品に変えられてしまったが、ジョーラを上手く欺き撃破する。一旦ドレスローザに戻ろうとしたが、四皇ビッグ・マムの海賊船が現れたことで一足先に次の目的地「ゾウ」に向かう。
ドレスローザ編後、懸賞金が8300万ベリーに上がる。手配書の異名は「ソウルキング」に、写真はライブのポスターのものに変わった。
ゾウ編
ビッグ・マムの海賊船から逃げ切り、その翌日「ゾウ」に上陸。森を散策中、百獣海賊団のシープスヘッドらと戦い、退ける。ジャックに制圧されたモコモ公国の惨状を目の当たりにし、ミンク族の治療に協力した。
ルフィ達がゾウに到着する2日前、ゾウに上陸してきたビッグ・マム傘下のベッジにサンジを連れて行かれてしまう。ルフィ達が到着すると、それまでゾウで起こったことを話し、サンジが連れて行かれた責任をとるため、ルフィのサンジ奪還に同行する。
ホールケーキアイランド編
ホールケーキアイランドでは、ビッグ・マムの「ロード歴史の本文」を奪うため、ペドロと2人でホールケーキ城へ潜入。ペドロが囮になっている間に「歴史の本文」のある宝物の間に侵入し、3枚の「歴史の本文」の写しを手に入れることに成功する。だが、その直後に現れたビッグ・マムに敗北し、珍獣好きの彼女に気に入られ、肌身離さないコレクションにされてしまうが、ビッグ・マムの就寝中、チョッパー達に救出される。
結婚式当日、ルフィに変装して会場に入り、作戦の要となる「マザー・カルメル」の写真を割ることに成功する。ホールケーキ城崩壊に乗じて会場から脱出した後、チョッパーと共にシャークサブマージ3号を回収して、サニー号に戻る。先回りしていたペロスペローの能力で拘束され殺されかけたが、ペドロの自爆攻撃で難を逃れた。ビッグ・マム海賊団との海上戦では、「月の獅子」に変身したキャロットを援護したり、ゼウスを攻撃することでサニー号に乗り込んできたビッグ・マムの機動力を削ぐなどの活躍を見せた。
ワノ国編
おばけの「ホネ吉（ホネキチ）」として食料調達を任され、お供え物を集めるため、鈴後でオバケ騒動を起こす。ロビンがオロチ城に呼ばれると護衛として潜入し、オロチお庭番衆を脅かして逃走を援護する。翌々日、鈴後の北の墓場の隠れ家でゾロと再会し、トの康が捕まったことを知らせる。羅刹町での騒動ではトコを救出し、オロチお庭番衆と交戦した。
鬼ヶ島への討ち入りでは、フランキーと共にクロサイFR-U4号に乗って突入し、ライブフロアでビッグ・マムに狙われるナミの窮地を救う。以降はロビンと行動を共にし、サンジが飛び六胞ブラックマリアに捕まると、3階大宴会場に向かいサンジを救出し、ロビンと共にブラックマリアと交戦。ロビンがブラックマリアを倒すと、残った部下の「百鬼夜行」を一掃し、戦いで動けなくなったロビンを抱えて仲間達と合流した。ワノ国編後、懸賞金が3億8300万ベリーに上がる。
エッグヘッド編
当初はエッグヘッドの研究層でゾロと共に船番を務めていたが、ベガパンク「本体」が失踪すると、ナミや「猫」エジソンと共に捜索に乗り出す。しかし、捜索途中でセラフィムのS-シャークに襲撃され、首を刎ねられてしまう。反乱を鎮圧した後、脱出に向けてリリスと共にサニー号を回収しに行き、島雲を凍らせて船を「研究層」裏口まで運んだ。
エルバフ編
エルバフへ向かう航路でロビンの髪を切る。 ロードに誘拐されたルフィ達からは遅れて、巨兵海賊団と共にエルバフに上陸する。

## 戦闘方法
仕込み杖による突き技が多い。ほとんどの技名は音楽の種類+フェンシング用語（フランス語）となっている。剣技だけでなく、得意の音楽を使った催眠系の技も戦闘に活用している。また、骨だけの体であるため体が軽く、一味の中では最も足が速い。非常に高いジャンプができ、短距離なら水上を走ることも可能。牛乳を飲んでカルシウムを摂るとダメージが回復する。また、死んで干からびたガイコツであるため、水分を吸い取る攻撃や雷、ウイルスなどが効かない。
新世界編では自身の能力に磨きをかけており、霊魂を身体から切り離して幽体離脱ができるようになった。霊体であるため、檻や壁などのすり抜けも可能となっている。また、骨だけの体を動かすことができるのは、体に宿っている魂が強力なエネルギーを発しているためであり、そのため骨のパーツがバラバラになっても魂のエネルギーでくっつくことが可能。加えて強力な「霊魂」の力を音楽に乗せる事により、演奏の効力をより強く発揮するようになった。剣術も向上し、手長族に研いでもらった仕込み杖「魂の喪剣（ソウルソリッド）」 に魂を纏わせ、黄泉の冷気を帯びた斬撃を放つことも可能となった。

### 剣技
鼻唄三丁 矢筈斬り（はなうたさんちょう やはずぎり）
ブルックが最も得意とする速斬りの技。「スリラーバーク編」で初使用。あまりの速さと鋭さゆえに、相手は斬られてもすぐには気付かず、ブルックの納刀とともに傷口が開いて倒れる。
元々の名は「鎮魂曲・ラバンドゥロル（レクイエム・ラバンドゥロル）」だが、その剣技を賞賛した仲間達から「鼻唄三丁 矢筈斬り」の通称がつけられた。
掠り唄 吹雪斬り（かすりうた ふぶきぎり）
黄泉の冷気を纏わせた魂の喪剣で「矢筈斬り」と同様の速斬りを行い、その切り口を凍り付かせる。「魚人島編」対ゼオ戦で初使用。
絵描き唄 一節斬り（えかきうた ひとよぎり）
「鼻唄三丁 矢筈斬り」の強化版。対ジョーラ戦で使用。
隠れ唄 つむじ斬り（かくれうた つむじぎり）
アニメオリジナル。「矢筈斬り」と同様の速斬りで相手に気づかれず斬りつける。「ホールケーキアイランド編」でビスケット兵相手に使用。
鼻唄三丁 魂の矢筈斬り（ハナウタさんちょう テャマスィーのやはずぎり）
魂の力を上乗せした「鼻唄三丁 矢筈斬り」。対ゼウス戦で使用。
夜明歌・クー・ドロア（オーバード・クー・ドロア）
鋭い突きを放つ。ブルックは対錦えもん戦で使用。ブルックの影を入れられたリューマは、突きを衝撃波のように飛ばせた。ブルックには元々この「飛ぶ突き」は使えなかったが、2年後には体得していた。
前奏曲オフエル（プレリュード・オフエル）
相手の武器を連続で攻撃し、武器破壊を狙う。作中ではリューマが使用したのみ。
革命舞曲ボンナバン（ガボット・ボンナバン）
相手に突進して放つ突き。ブルックは対小型竜戦で使用。
飛燕ボンナバン（スワローボンナバン）
相手の上空に飛び上がり、そこから垂直に落下して相手を突く。対PX-4戦で使用。
酒樽舞曲・ルミーズ（ポルカ・ルミーズ）
連続突き。作中ではリューマが使用したのみ。
キントーティアス幻想曲（ファンタジア）
「パーティーミュージック」で多数の相手が催眠状態に陥っている隙に速斬りする。対新魚人海賊団戦で使用。
魂のパラード（ソウルパラード）
黄泉の冷気を纏わせた魂の喪剣で相手の攻撃を凍らせて防ぐ。「ゾウ編」対シープスヘッド戦で初使用。
魂のパラード「アイスバーン」
「魂のパラード」で地面を凍らせて相手を滑らせる。火事の消火にも使われる。対百獣海賊団戦で使用。
飛燕曲バンドゥロル（スワローバンドゥロル）
相手の頭上に飛び上がり、黄泉の冷気を纏わせた魂の喪剣で斬り裂いて切り口を凍り付かせる。対ビッグ・マム海賊団戦で使用。
フラーズダルム管弦楽（オーケストラ）
上空から落下し、縦列した複数の相手をまとめて黄泉の冷気を纏わせた魂の喪剣でト音記号状に斬り裂く。対百獣海賊団戦で使用。

### 音楽技
眠り歌・フラン（ねむりうた・フラン）
ヴァイオリンを奏で、その音楽を聞いた者を眠らせる。ただし、単純な性格のルフィやチョッパーにまで影響が出てしまう。対トビウオライダーズ戦で使用。
パーティーミュージック
音楽で相手に「フェスティバルの夜」の幻想を見せる。対新魚人海賊団戦で使用。
魂の叫び（テャマスィーのさけび）
背後に「魂王（ソウルキング）」の幻影を生み出し、ギターで自らの執念を込めた激しい音楽を奏でる。対ホーミーズ戦で使用。ビッグ・マムの能力で人の魂を入れられ生み出された格下のホーミーズは、聞いただけで魂が剥がれてしまう。

### その他の技
コールド魂（ソウル）
身体から霊魂を切り離して黄泉の冷気を纏い、すり抜けた生物を凍らせる。対百獣海賊団戦で使用。

### 連携技
雷骨剣 革命舞曲ボンナバン（らいこつけん ガボットボンナバン）
ブルックが、ウソップの巨大パチンコ「クワガタ」で発射された後、ロビンの「回転蔓」で回転をかけられ、ナミの「黒雲=テンポ」の雲に突っ込んで雷を身に纏った状態で放つ「革命舞曲ボンナバン」。対オーズ戦で使用され、オーズの右肩を貫く威力を発揮した。

## プロフィール
- 所属：西の海のとある王国の護衛戦団団長→ルンバー海賊団音楽家兼剣士（後に船長代理）→麦わらの一味音楽家
- 懸賞金：3300万ベリー→8300万ベリー→3億8300万ベリー
- 出身地：西の海
- 年齢：88歳→90歳
- 誕生日：4月3日（よみ→43）[4]
- 身長：266cm（超新星編）[5]→277cm（新世界編）[6]
- 星座：おひつじ座[6]
- 血液型：X型[7]
- 好きな島と季節：春島の秋[4]
- 入浴頻度：週に1回[8]
- 就寝・起床時間：午前0時 - 午前5時[9]
- 食事関連
  - 好きな食べ物：カレー[10]
  - 嫌いな食べ物：レモン（すっぱいという顔ができないから）[11]
  - 得意料理：シュラスコ[12]
  - 氷：食べる[13]
  - 目玉焼きの好み：片面・半熟、ケチャップ[14]
  - ワノ国の好物：みたらし団子[15]
- イメージ関連
  - イメージ動物：ウマ[4]
  - イメージナンバー：09[4]
  - イメージカラー：    白、    黒[4]
  - ニオイ（チョッパー談）：紅茶のニオイ[4]
  - 家族に例えると：じいちゃん[4]
  - イメージ花：バラ[16]
  - イメージ国：オーストリア[17]
  - 都道府県に例えると：鳥取県[18]
  - 職業に就いていたとしたら：探偵[19]
- 人気投票順位：9位（第4回）→19位（第5回・第6回）→26位（第7回）[20]

## キャスト
声優
- チョー（テレビアニメ版）

俳優
- 嘉島典俊（『スーパー歌舞伎II ワンピース』〈2015年 - 2017年〉）
- 下村青（『スーパー歌舞伎II ワンピース』〈2018年〉）

担当声優のチョーは、オーディション時は設定資料とセリフだけで臨んだという。原作者の尾田からは「『パンツ見せてもらってもよろしいですか?』だけは超二枚目で言ってください。他は自由にやっていただいて結構です」と言われたという。原作はブルックと同じ目線に立つことを意識し、ラブーンのエピソードを除きあえてブルックが登場する以前のストーリーは読んでいないという。そのためチョーは、ファンの間では有名である、ナミとミカンのエピソードも知らなかった。

## その他
作者は、初期の構想から長身で骸骨の音楽家が麦わらの一味の仲間になることを考えており、一時期はブルックをバギーの一味にすることも考えていた。
2020年11月8日、2016年に発生した熊本地震からの復興プロジェクトである「麦わらの一味 ヒノ国復興編」の一環として、御船町ふれあい広場（上益城郡御船町）に等身大のブルックの銅像が設置された。

### 他作品への出演
外部出演ゲーム作品
- モンスターストライク
- パズル&ドラゴンズ
- グランブルーファンタジー